# Doba (Xarja)
Doba (em árabe: دبا الحصن; romaniz.: Dibba Al-Hisn) é uma cidade dos Emirados Árabes Unidos situada no emirado de Xarja. Segundo censo de 2015, tinha 29 301 habitantes. Está a 16 metros de altitude.